# Яскраві ночі (фільм)
«Яскраві ночі» (нім. Helle Nächte) — німецько-норвезький фільм-драма 2017 року, поставлений режисером Томасом Арсланом. Прем'єра стрічки відбулася 11 лютого 2017 року на 67-му Берлінському міжнародному кінофестивалі, де вона брала участь в основний конкурсній програмі, змагаючись за головний приз фестивалю — Золотий ведмідь.

## Сюжет
Після декількох років своєї відсутності і відсутності зв'язку, батько намагається налагодити стосунки зі своїм 14-річним сином. Він бере його в автомобільну подорож по всій північній Норвегії, сподіваючись, що ще не надто пізно.

## У ролях
| Георг Фрідріх    | … | Міхаель |
| Трістан Гебель   | … | Луїс    |
| Марі Леюєнбергер | … | Лейла   |
| Ханна Карлберг   | … | Сесілія |

## Виробництво
Зйомки фільму проходили з 8 серпня по 9 вересня 2016 року в Берліні і Норвегії.

### Знімальна група
- Автор сценарію — Томас Арслан
- Режисер-постановник — Томас Арслан
- Продюсери — Флоріан Кернер фон Ґусторф, Міхаель Вебе
- Співпродюсер — Марія Екерговд
- Композитор — Ола Флоттум
- Оператор — Рейнгольд Форшнайдер
- Монтаж — Рейнальдо Пінто Альмейда
- Художник-постановник — Рейнгольд Блашке
- Художник по костюмах — Анетт Ґутнер

## Нагороди та номінації
| Список нагород та номінацій           | Список нагород та номінацій | Список нагород та номінацій         | Список нагород та номінацій | Список нагород та номінацій | Список нагород та номінацій |
| Кінопремія                            | Дата церемонії              | Категорія                           | Номінант(и)                 | Результат                   | Дж                          |
| ------------------------------------- | --------------------------- | ----------------------------------- | --------------------------- | --------------------------- | --------------------------- |
| Берлінський міжнародний кінофестиваль | 18 лютого 2017              | Золотий ведмідь                     | Яскраві ночі                | Номінація                   | [ 1 ]                       |
| Берлінський міжнародний кінофестиваль | 18 лютого 2017              | «Срібний ведмідь» найкращому актору | Георг Фрідріх               | Перемога                    | [ 4 ]                       |